# Mittendrin und voll dabei
Mittendrin und voll dabei (Originaltitel: Skipped Parts) ist ein US-amerikanischer Spielfilm aus dem Jahr 2000. Die Regie führte Tamra Davis, das Drehbuch schrieb anhand des eigenen Romans Tim Sandlin. Die Hauptrolle spielte Jennifer Jason Leigh.

## Handlung
Die Vereinigten Staaten im Jahr 1963: Lydia Callahan ist eine alleinerziehende Mutter, die einen sexuell ausschweifenden Lebensstil pflegt und schon im Teenager-Alter schwanger wurde. Da ihr Vater Caspar für das Amt des Gouverneurs kandidieren will und Imageschäden befürchtet, zwingt er Lydia mit ihrem Sohn Sam in die weit entfernte Kleinstadt GroVont in Wyoming zu ziehen.
Der 14-jährige Sam träumt von einem Fantasiemädchen. Bald lernt er die in der Nachbarschaft lebende Maurey Pierce kennen, mit der er intim wird. Seine Mutter erteilt ihm Sexualkundeunterricht, äußert aber danach gegenüber einer Freundin Zweifel, ob dies richtig war. Sam und Maurey schlafen miteinander, Maurey wird schwanger. Lydia hat mehrere Affären, unter anderem mit Hank, einem Indianer vom Stamme der Blackfeet. Sie will sich nicht fest binden.
Lydias Vater erscheint in der Stadt und will sie zur Rückkehr bewegen; Sam soll auf eine Militärschule gehen. Lydia lehnt dies ab, obwohl ihre Entscheidung bedeutet, dass die Geldzahlungen ihres Vaters ausbleiben werden. Sie findet Arbeit als Kellnerin und ein billiges Haus zum Wohnen. Hank wird ihr Lebenspartner, während Sam sich um sein Kind kümmert.

## Zitat
Sam (zu Maurey): „Wir gehen dann mal vögeln.“

Lydia (pikiert): „Sag’ das nicht so deutlich. Die Welt bricht zusammen, wenn man zu offen übers Vögeln redet.“

Maurey (grinsend): „Oh. Wir gehen dann mal...Comics lesen.“

Lydia (grinsend): „Ja, das ist gut.“

## Kritiken
Das Lexikon des internationalen Films meinte: Gut gespielte Tragikomödie nach einem amerikanischen Kultroman, der dem bigotten Selbstbewusstsein der schweigenden Mehrheit eine außergewöhnliche Coming-of-Age-Geschichte entgegenhält.
Die Redaktion von Cinema meinte: „Blasse Buchadaption ohne Höhepunkte.“

## Auszeichnungen
Drew Barrymore wurde im Jahr 2001 für den Video Premiere Award nominiert.

## Hintergrund
Der Film wurde in verschiedenen Orten der kanadischen Provinz Saskatchewan gedreht. Er hatte seine Weltpremiere am 6. Juni 2000 auf dem Seattle International Film Festival.

## Synchronisation
Die deutsche Fassung wurde 2001 erstellt. Das deutsche Dialogbuch stammt von Masen Abou-Dakn, der auch die Dialogregie übernommen hat.